# Chromis nitida
Chromis nitida är en fiskart som först beskrevs av Gilbert Percy Whitley 1928.  Chromis nitida ingår i släktet Chromis och familjen Pomacentridae. Inga underarter finns listade i Catalogue of Life.